# Ніколи не відпускай мене (фільм, 2010)
«Ніко́ли не відпуска́й мене́» (англ. «Never Let Me Go») — британський фільм-антиутопія режисера Марка Романека, екранізація однойменного роману Кадзуо Ішіґуро. У США картина вийшла в прокат 15 вересня 2010 року, у Великій Британії — 21 січня 2011 року, в Україні — березень 2011 року.

## Сюжет
Фільм оповідає про спогади Кеті Г., молодої жінки 28 років, про її дитинство в незвичайній школі-інтернаті та подальше доросле життя. Дія відбувається в антиутопічній Великій Британії кінця XX століття, у якій люди клонуються для створення живих донорів органів для пересадки. Кеті Г. та її друзі по інтернату створені як донори.
У Гейлшемі — школі-інтернаті вчителі заохочують дітей займатися творчістю в різних формах, хоча кінцева мета цього вихованцям невідома. Найкращі роботи вибираються жінкою, відомою як Мадам, і відвозяться з Гейлшема. На загальну думку, вони виставляються в якійсь Галереї. Незвичайність Гейлшема додатково розкривається через часті медогляди, майже параноїдальну турботу про здоров'я вихованців та ізоляцію від зовнішнього світу, у тому числі через повну відсутність батьків і взагалі будь-яких родичів вихованців. Тим не менш, вони самі не бачать будь-якої незвичайності інтернату.
У Гейлшемі утворився своєрідний трикутник з Кеті, досить скромної і романтичною натури, Томмі, який не надто добре вписується в колектив вихованців, особливо в дитинстві, і Рут — екстраверта та лідера своєї компанії.
Після досягнення повноліття вихованці залишили Гейлшем і потрапили в різні заклади. Головні герої фільму разом вирушили до Котеджів, де знайомляться із зовнішнім світом. Тут Рут і Томмі формують любовну пару.
Незабаром Кеті стала опікуном, що дозволяє їй відтягнути початок трансплантацій, а Томмі й Рут — донорами. Через деякий час Кеті випадково зустріла Рут, якій зробили вже два виймання (так називають операції донорства). Рут вмовляє Кеті знайти Томмі, і, слідуючи останнім визнанням і побажанням Рут, вони стали коханцями. Рут перед третім, смертельним для неї вийманням, знайшла для них адресу Мадам. Кеті та Томмі, готують малюнки, сподіваючись, що за допомогою них Мадам зможе заглянути в їхні душі та розпізнати справжню любов, що за чутками дозволить відтягнути виймання. Однак у Мадам вони нарешті дізнаються, чому творчості надавалося таке значення в Гейлшемі: викладачі хотіли довести, що у клонів теж є душа. Кеті з Томмі зрозуміли, що в Гейлшемі проводився експеримент з метою поліпшити становище клонів, і, можливо, змінити ставлення суспільства до них як до бездушного джерела медичного матеріалу.
Фільм закінчується смертю Томмі й прийняттям Кеті своєї долі як майбутнього донора і, врешті-решт, ранньої смерті.

## В ролях
- Кері Малліган — Кеті
  - Іззі Майкл-Смолл — юна Кеті
- Ендрю Гарфілд — Томмі
  - Чарлі Роу — юний Томмі
- Кіра Найтлі — Рут
  - Елла Пернелл — юна Рут
- Саллі Гокінс — міс Люсі
- Шарлотта Ремплінг — міс Емілі
- Андреа Райзборо — Кріссі
- Домналл Глісон — Родні
- Наталі Річард — Мадам

## Виробництво
Алекс Гарленд, давній друг Ішіґуро, попросив у автора права на роман ще до того, як він дочитав його. До того, як роман був опублікований у 2005 році, Гарленд уже написав сценарій для можливого фільму. Він дав сценарій двом продюсерам, Ендрю Макдональду та Аллону Райху, і в той момент почалася розробка фільму. Сценарій фільму складався з 96 сторінок та був поділений на глави. Режисер Марк Романек спочатку працював над фільмом «Людина-вовк», але коли його зняли з виробництва, він прийняв пропозицію попрацювати над «Ніколи не відпускай мене». Фільм став драмою-антіутопією.

## Критика
«Ніколи не відпускай мене» отримав загалом позитивні відгуки від критиків, а акторський склад був високо оцінений. На агрегаторі рецензій Rotten Tomatoes рейтинг схвалення фільму становить 71% на основі 186 рецензій із середнім рейтингом 6.8/10. 
Вебсайт Metacritic присвоїв фільму середню оцінку 69 зі 100, на основі 37 рецензій.

## Нагороди та номінації
- 2010 — Премія британського незалежного кіно найкращі акторці (Кері Малліган), а також п'ять номінацій: найкращий британський незалежний фільм, найкращий режисер (Марк Романек), найкращий сценарій (Алекс Гарленд), найкраща актриса другого плану (Кіра Найтлі), найкращий актор другого плану (Ендрю Гарфілд)
- 2011 — п'ять номінацій на премію «Сатурн»: найкращий науково-фантастичний фільм, найкращий сценарій (Алекс Гарленд), найкраща акторка (Кері Малліган), найкраща актриса другого плану (Кіра Найтлі), найкращий актор другого плану (Ендрю Гарфілд)
- 2011 — номінація на премію «Незалежний дух» за найкращу операторську роботу (Адам Кіммел).

## Саундтрек
| Композиція                       | Автор                                         | Виконавець                                       |
| -------------------------------- | --------------------------------------------- | ------------------------------------------------ |
| «Hailsham School Song»           |                                               |                                                  |
| «Count Your Blessings and Smile» | Гаррі Гіффорд, Фредерік Кліфф і Джордж Формбі | Джордж Формбі                                    |
| «Never Let Me Go»                | Лютер Діксон                                  | Джейн Монхайт                                    |
| «Sunshine Street»                | Майк Сміт і Річард Ерскін                     |                                                  |
| «L'Iguana dalla Lingua di Fuoco» | Стельвіо Чіпріані                             |                                                  |
| «Harbor Lights»                  | Джиммі Кеннеді та Вільгельм Грош              | Гай Ломбардо і His Royal Canadians               |
| «Ye Banks and Braes»             | народна                                       | Філ Келсолл                                      |
| «Going to Work»                  | Тоні Міхен                                    |                                                  |
| «Sailboats and Cypresses»        | Юджин Сайнз                                   |                                                  |
| Увертюра з опери «Мікадо»        | Вільям Гілберт і Артур Салліван               | Даррелл Фанкорт і The D'Oyly Carte Opera Company |